# トンガ海軍
トンガ海軍（トンガかいぐん、英語: Tongan Maritime Force）は、トンガ王国軍の海軍部門である。

## 歴史
トンガ防衛局（TDS、後のトンガ王国軍）は1973年3月10日に国王タウファアハウ・トゥポウ4世によって設立され、この日、最初の艇が就役した。最初の艇はガーハウ・コウラ (P101)、次いでガーハウ・シリヴァ（P102）で、名前はそれぞれ金の矢と銀の矢を意味する。これらは志願兵によって運航されていたが、現在では運航されていない。
その後、1989年から1991年にかけて3隻のネイアフ級哨戒艇（パシフィック級哨戒艇）を就役させた。これらは、パシフィック級哨戒艇プログラムの一環としてオーストラリアからトンガに供与されたものである。
2019年からは、同じくオーストラリアからガーハウ・コウラ級哨戒艇（ガーディアン級哨戒艇）が供与されている。

## ロイヤルヨット
- ティティルペ（英語版）、メースフィールド海軍基地

## 哨戒艦隊
トンガ海軍の主要な基地は、ヌクアロファのトウリキにあるメースフィールド基地である。2021年9月時点で2隻の哨戒艇がある。
|  | タイプ   | クラス               | 排水量 | 名前               | #    | 就航   | 母港         |
|  | -------- | -------------------- | ------ | ------------------ | ---- | ------ | ------------ |
|  | 哨戒艦艇 | ガーディアン級哨戒艇 |        | ガーハウ・コウラ   | P301 | 2019年 | ヌクアロファ |
|  | 哨戒艦艇 | ガーディアン級哨戒艇 |        | ガーハウ・シリヴァ | P302 | 2021年 | ヌクアロファ |

## 後方支援艦隊
|  | タイプ     | クラス | 排水量  | 名前   | #    | 就航 | 母港         |
|  | ---------- | ------ | ------- | ------ | ---- | ---- | ------------ |
|  | 機動揚陸艇 | LCM-8  | 113トン | レイト | C315 |      | ヌクアロファ |

## 海兵大隊
トンガ海兵隊は、3個の歩兵中隊と支援中隊からなる1個大隊で、ファアモツに拠点を置いている。

## 海上航空部隊
ファアモツ国際空港を拠点とする海上航空団。
| 航空機                              | 元  | タイプ   | バージョン   | 運用中 | 備考 |
| ----------------------------------- | --- | -------- | ------------ | ------ | ---- |
| ビーチクラフトG.18S                 | USA | 捜索救難 | SNB-1 Kansan | 1      |      |
| アメリカン・チャンピオン シタブリア | USA | 海上哨戒 | 7KCAB        | 1      |      |